# Chandur
Chandur é uma cidade  no distrito de Amravati, no estado indiano de Maharashtra.

## Geografia
Chandur está localizada a 19° 44′ N, 79° 11′ L. Tem uma altitude média de 231 metros (757 pés).

## Demografia
Segundo o censo de 2001, Chandur tinha uma população de 17,720 habitantes. Os indivíduos do sexo masculino constituem 52% da população e os do sexo feminino 48%. Chandur tem uma taxa de literacia de 77%, superior à média nacional de 59.5%; a literacia no sexo masculino é de 82% e no sexo feminino é de 72%. 12% da população está abaixo dos 6 anos de idade.